# Maroldsweisach
Maroldsweisach – gmina targowa w Niemczech, w kraju związkowym Bawaria, w rejencji Dolna Frankonia, w regionie Main-Rhön, w powiecie Haßberge. Leży w Haßberge, około 10 km na północny zachód od Haßfurtu, nad rzeką Weisach, przy drodze B279 i linii kolejowej Maroldsweisach – Bamberg.

## Dzielnice
W skład gminy wchodzą następujące dzielnice: Allertshausen, Altenstein, Birkenfeld, Dippach, Ditterswind, Dürrenried, Eckartshausen, Gückelhirn, Hafenpreppach, Lindach bei Maroldsweisach, Marbach, Maroldsweisach, Pfaffendorf, Voccawind i Wasmuthhausen.

## Demografia
| Rok  | Liczba mieszk. |
| 1970 | 4151           |
| 1987 | 3956           |
| 2000 | 3929           |
| 2005 | 3765           |

### Religia
Około 75% mieszkańców gminy wyznaje ewangelicyzm a pozostałe 25% katolicyzm.

## Polityka
Wójtem od 2002 jest Wilhelm Schneider z CSU, jego poprzednikiem był Werner Thein. Rada gminy składa się z 17 członków:
|      | CSU | SPD | FWG | Chrześcijańska Unia Młodych | Młodzi Obywatele | Razem     |
| 2002 | 6   | 6   | 2   | 2                           | 1                | 17 miejsc |

## Osoby urodzone w Maroldsweisach
- Christoph Ernst Luthardt (1823-1902) – teolog luterański

## Oświata
(na 1999)

W gminie znajduje się 100 miejsc przedszkolnych (ze 106 dziećmi) oraz szkoła podstawowa (28 nauczycieli, 447  uczniów).